# David Davidson (Politiker)
David Davidson (* 25. Januar 1943 in Edinburgh) ist ein schottischer Politiker und Mitglied der Conservative Party.
Davidson besuchte die Trinity Academy in Edinburgh und studierte anschließend Pharmazie an der Heriot-Watt University. Nach dem Besuch der Manchester Business School war er im pharmazeutischen Bereich tätig.

## Politische Karriere
1995 wurde Davidson in den Stadtrat von Stirling gewählt. Erstmals trat er bei den ersten Schottischen Parlamentswahlen im Jahre 1999 zu Wahlen auf nationaler Ebene an. In seinem Wahlkreis Banff and Buchan erhielt er die zweithöchste Stimmenanzahl nach dem SNP-Politiker und späterem Ersten Minister Alex Salmond. Da Davidson jedoch auf dem ersten Rang der Regionalwahlliste der Conservative Party für die Wahlregion North East Scotland gesetzt war, zog er infolge des Wahlergebnisses als einer von sieben Vertretern der Wahlregion in das neugeschaffene Schottische Parlament ein. Davidson wurde zum stellvertretenden Parteisprecher für Wirtschaft, Industrie und Finanzen ernannt. Bei den folgenden Parlamentswahlen 2003 bewarb er sich um das Mandat des Wahlkreises West Aberdeenshire and Kincardine. Abermals erhielt Davidson nur den zweitgrößten Stimmenanteil, diesmal hinter dem Liberaldemokraten Mike Rumbles, verteidigte jedoch sein Mandat für North East Scotland. Von Mai 2003 bis Januar 2005 war er Parteisprecher für gesundheitspolitische Fragen, danach für Verkehr. Bei den Parlamentswahlen 2007 kandidierte Davidson im Wahlkreis Aberdeen South und erhielt die vierthöchste Stimmenanzahl. Da Davidson zu diesen Wahlen nur auf dem dritten Rang der Regionalwahlliste der Konservativen gesetzt war, die Partei in dieser Wahlregion infolge des Wahlergebnisses aber nur zwei Kandidaten entsenden konnte, verlor Davidson sein Mandat und schied aus dem Parlament aus.